# Осимхен, Виктор
Ви́ктор Джеймс Осимхен (англ. Victor James Osimhen; род. 29 декабря 1998, Лагос, Лагос) — нигерийский футболист, нападающий турецкого клуба «Галатасарай» и сборной Нигерии.

## Клубная карьера

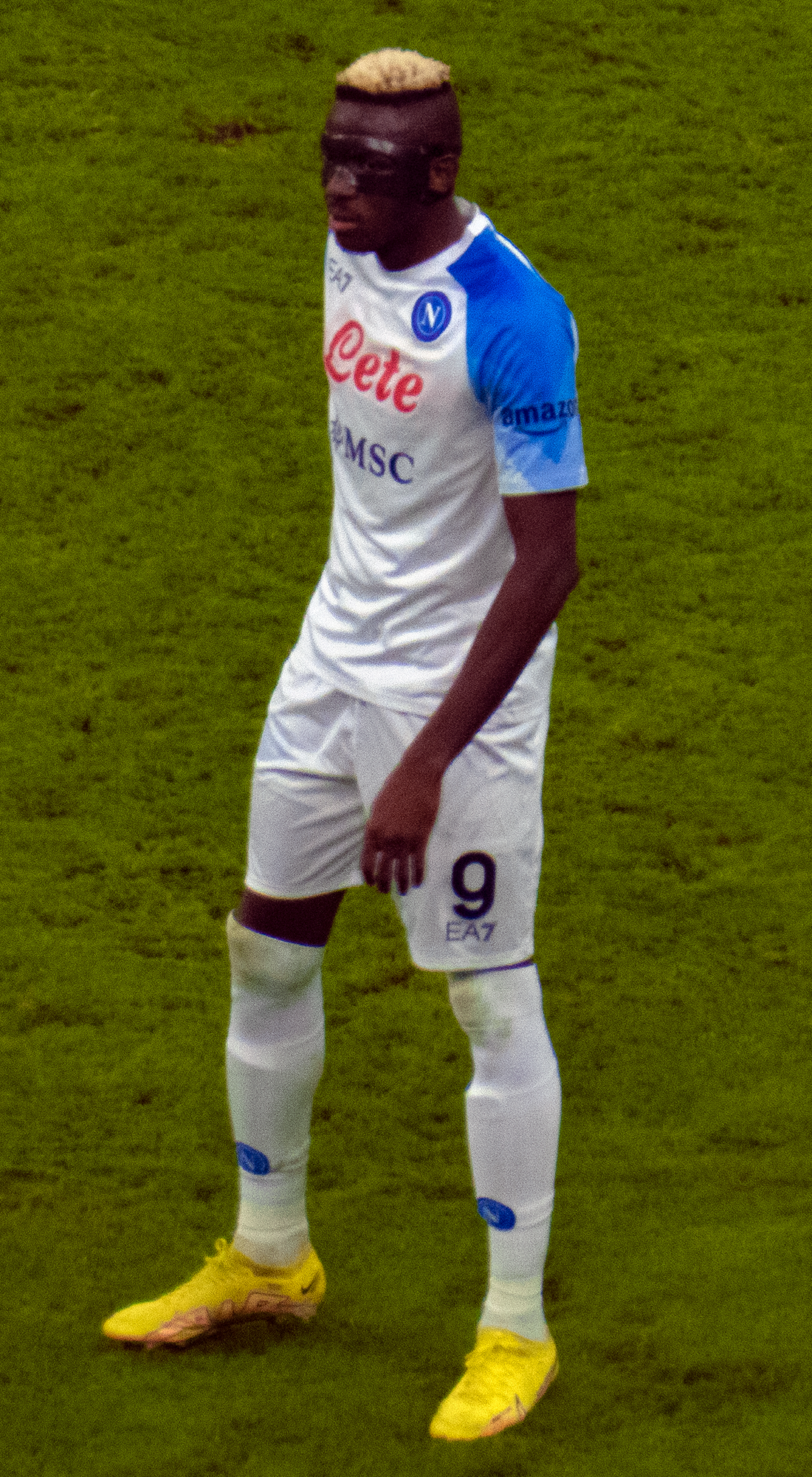
Осимхен в составе «Наполи»

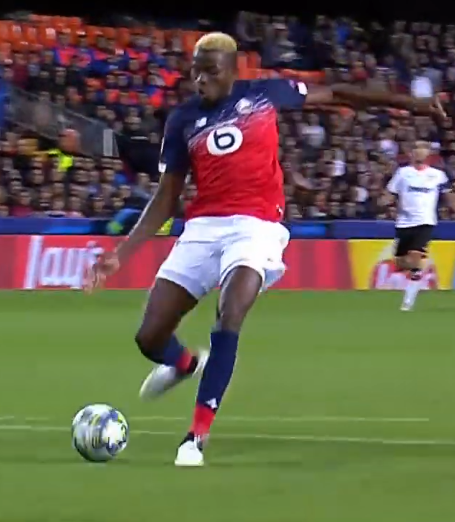
Осимхен в составе «Лилля»

Осимхен начал карьеру на родине в клубе «Алтимит Страйкерс». В 2015 году после юношеского чемпионата мира к Виктору проявили интерес миланский «Интер» и дортмундская «Боруссия», а лондонский «Арсенал» и немецкий «Вольфсбург» пригласили на просмотр. В конце января Виктор подписал контракт с немецким клубом, который вступил в силу в январе 2017 года. 13 мая 2017 года в матче против мёнхенгладбахской «Боруссии» он дебютировал в Бундеслиге, заменив во втором тайме Поля-Жоржа Нтепа.
Летом 2018 года Осимхен на правах аренды перешёл в бельгийский «Шарлеруа». 1 сентября в матче против «Мускрон-Перювельз» он дебютировал в Жюпиле лиге. 22 сентября в поединке против «Васланд-Беверен» Виктор забил свой первый гол за «Шарлеруа». По окончании срока аренды бельгийцы выкупили трансфер игрока за 3,5 млн евро. Летом 2019 года игроком интересовалось московское «Динамо», предложившее за нападающего 15 млн евро. Однако сам игрок не пожелал переезжать в Россию.
В августе 2019 года через месяц после выкупа трансфера Осимхен был продан за 12 млн евро во французский «Лилль», подписав контракт на 5 лет. 11 августа в матче против «Нанта» он дебютировал в Лиге 1. В этом же поединке Виктор сделал «дубль», забив первые голы за «Лилль». В матчах Лиги чемпионов против английского «Челси» и испанской «Валенсии» он забил по голу.
31 июля 2020 года итальянский «Наполи» объявил о подписании Осимхена за рекордные для клуба 70 миллионов евро с потенциальными доплатами до 10 миллионов евро в качестве бонусов. Это делает Виктора самым дорогим африканским футболистом в истории. 20 сентября в матче против «Пармы» он дебютировал в итальянской Серии A. 17 октября В поединке против «Аталанты» Виктор забил свой первый гол за «Наполи». Празднуя гол, он показал футболку, которая призывала к прекращению полицейской жестокости, которая преобладала в его родной Нигерии. В 2021 году в матчах группового этапа Лиги Европы против «Спартака», английского «Лестер Сити» и польской «Легии» он забил четыре гола. 29 октября 2022 года в поединке против «Сассуоло» Виктор сделал хет-трик. В матчах розыгрыша Лиги чемпионов 2022/2023 против амстердамского «Аякса», франкфуртского «Айнтрахта» и «Милана» Осимхен забил 5 голов. В 2023 году Виктор помог клубу выиграть чемпионат. 23 декабря 2023 года продлил контракт с «Наполи» до 2026 года.
3 сентября 2024 года турецкий клуб Суперлиги «Галатасарай» начал переговоры об аренде Осимхена до конца сезона 2024/25. На следующий день «Галатасарай» объявил об аренде Осимхена.
31 июля 2025 года «Галатасарай»  объявил о переходе Осимхена в клуб на постоянной основе и подписании с ним четырёхлетнего контракта. Сумма трансфера составила 75 млн евро, что стало абсолютным рекордом для турецкой Суперлиги.

## Карьера в сборной
Осенью 2015 года Осимхен в составе сборной Нигерии стал победителем юношеского чемпионата мира в Чили. На турнире он сыграл в матчах против команд США, Чили, Хорватии, Австралии, Бразилии, Мексики и Мали. По итогам соревнований Виктор, забивая в каждом из семи матчей, провёл десять голов, включая хет-трик в ворота австралийцев, и стал лучшим бомбардиром чемпионата.
1 июня 2017 года в товарищеском матче против сборной Того Осимхен дебютировал за сборную Нигерии, заменив во втором тайме Ахмеда Мусу.
В 2019 году Виктор попал в заявку сборной на участие в Кубке Африки в Египте. На турнире он сыграл в матче против сборной Туниса. 10 сентября того же года в поединке против сборной Украины Осимхен забил свой первый гол за национальную команду.
13 ноября 2020 года во время квалификационной игры Кубка африканских наций Осимхен покинул поле на носилках из-за травмы, после которой он пропустил два месяца выступлений. 13 июня 2022 года сделал первый покер в карьере в выездном матче против сборной Сан-Томе и Принсипи (10:0).

## Достижения

### Командные
«Наполи»
- Чемпион Италии: 2022/23

«Галатасарай»
- Чемпион Турции: 2024/25
- Обладатель Кубка Турции: 2024/25

Сборная Нигерии (до 17 лет)
- Победитель Юношеского чемпионата мира: 2015

Сборная Нигерии
- Серебряный призёр Кубка африканских наций: 2023
- Бронзовый призёр Кубка африканских наций: 2019

### Индивидуальные
- Футболист года в Италии (Игрок сезона Серии А): 2022/23[48]
- Лучший бомбардир юношеского чемпионата мира: 2015 (10 голов)
- Лучший молодой игрок Серии А: 2021/22[49]
- Игрок месяца в Серии А (2): март 2022[50], январь 2023[51]
- Автор гола месяца Серии А: январь 2023[52]
- Лучший бомбардир чемпионата Италии: 2022/23[53]
- Лучший бомбардир чемпионата Турции: 2024/25[54]
- Лучший нападающий Серии А: 2022/23[55]
- Входит в состав символической сборной сезона по версии ESM: 2022/23[56]
- Африканский футболист года: 2023[57]
- Символическая сборная Африки по версии КАФ (2): 2023[58], 2024[59]

## Статистика

### Клубная
| Выступление      | Выступление      | Выступление      | Чемпионат | Чемпионат | Кубки | Кубки | Еврокубки | Еврокубки | Прочие | Прочие | Итого | Итого |
| Клуб             | Лига             | Сезон            | Игры      | Голы      | Игры  | Голы  | Игры      | Голы      | Игры   | Голы   | Игры  | Голы  |
| ---------------- | ---------------- | ---------------- | --------- | --------- | ----- | ----- | --------- | --------- | ------ | ------ | ----- | ----- |
| Вольфсбург       | Бундеслига       | 2016/17          | 2         | 0         | —     | —     | —         | —         | 1      | 0      | 3     | 0     |
| Вольфсбург       | Бундеслига       | 2017/18          | 12        | 0         | 1     | 0     | —         | —         | 0      | 0      | 13    | 0     |
| Вольфсбург       | Итого            | Итого            | 14        | 0         | 1     | 0     | —         | —         | 1      | 0      | 16    | 0     |
| Шарлеруа         | Про-лига         | → 2018/19        | 34        | 19        | 2     | 1     | —         | —         | —      | —      | 36    | 20    |
| Шарлеруа         | Итого            | Итого            | 34        | 19        | 2     | 1     | —         | —         | —      | —      | 36    | 20    |
| Лилль            | Лига 1           | 2019/20          | 27        | 13        | 6     | 3     | 5         | 2         | —      | —      | 38    | 18    |
| Лилль            | Итого            | Итого            | 27        | 13        | 6     | 3     | 5         | 2         | —      | —      | 38    | 18    |
| Наполи           | Серия A          | 2020/21          | 24        | 10        | 3     | 0     | 3         | 0         | —      | —      | 30    | 10    |
| Наполи           | Серия A          | 2021/22          | 27        | 14        | —     | —     | 5         | 4         | —      | —      | 32    | 18    |
| Наполи           | Серия A          | 2022/23          | 32        | 26        | 1     | 0     | 6         | 5         | —      | —      | 39    | 31    |
| Наполи           | Серия A          | 2023/24          | 25        | 15        | 1     | 0     | 6         | 2         | —      | —      | 32    | 17    |
| Наполи           | Итого            | Итого            | 108       | 65        | 5     | 0     | 20        | 11        | —      | —      | 133   | 76    |
| Галатасарай      | Суперлига        | → 2024/25        | 30        | 26        | 4     | 5     | 7         | 6         | —      | —      | 41    | 37    |
| Галатасарай      | Суперлига        | 2025/26          | 1         | 0         | 0     | 0     | 0         | 0         | —      | —      | 1     | 0     |
| Галатасарай      | Итого            | Итого            | 31        | 26        | 4     | 5     | 7         | 6         | —      | —      | 42    | 37    |
| Всего за карьеру | Всего за карьеру | Всего за карьеру | 214       | 123       | 18    | 9     | 32        | 19        | 1      | 0      | 265   | 151   |

1. ↑  Лига Европы УЕФА, Лига чемпионов УЕФА.
2. ↑  Матчи плей-офф чемпионата Германии

### Сборная
| 2017  | 2  | 0  |
| 2018  | 1  | 0  |
| 2019  | 7  | 4  |
| 2020  | 1  | 1  |
| 2021  | 8  | 5  |
| 2022  | 4  | 5  |
| 2023  | 5  | 5  |
| 2024  | 7  | 1  |
| Всего | 35 | 21 |

### Матчи за сборную
| Матчи и голы Виктора Осимхена за сборную Нигерии | Матчи и голы Виктора Осимхена за сборную Нигерии | Матчи и голы Виктора Осимхена за сборную Нигерии | Матчи и голы Виктора Осимхена за сборную Нигерии | Матчи и голы Виктора Осимхена за сборную Нигерии | Матчи и голы Виктора Осимхена за сборную Нигерии |
| №                                                | Дата                                             | Оппонент                                         | Счёт                                             | Голы                                             | Соревнование                                     |
| ------------------------------------------------ | ------------------------------------------------ | ------------------------------------------------ | ------------------------------------------------ | ------------------------------------------------ | ------------------------------------------------ |
| 1                                                | 1 июня 2017                                      | Того                                             | 3:0                                              | —                                                | Товарищеский матч                                |
| 2                                                | 10 июня 2017                                     | ЮАР                                              | 1:0                                              | —                                                | Отборочные матчи КАН-2019                        |
| 3                                                | 20 ноября 2018                                   | Уганда                                           | 0:0                                              | —                                                | Товарищеский матч                                |
| 4                                                | 8 июня 2019                                      | Зимбабве                                         | 0:0                                              | —                                                | Товарищеский матч                                |
| 5                                                | 16 июня 2019                                     | Сенегал                                          | 0:1                                              | —                                                | Товарищеский матч                                |
| 6                                                | 17 июля 2019                                     | Тунис                                            | 1:0                                              | —                                                | Финальные матчи КАН-2019                         |
| 7                                                | 10 сентября 2019                                 | Украина                                          | 2:2                                              | 1                                                | Товарищеский матч                                |
| 8                                                | 13 октября 2019                                  | Бразилия                                         | 1:1                                              | —                                                | Товарищеский матч                                |
| 9                                                | 13 ноября 2019                                   | Бенин                                            | 2:1                                              | 1                                                | Отборочные матчи КАН-2021                        |
| 10                                               | 17 ноября 2019                                   | Лесото                                           | 4:2                                              | 2                                                | Отборочные матчи КАН-2021                        |
| 11                                               | 13 ноября 2020                                   | Сьерра-Леоне                                     | 4:4                                              | 1                                                | Отборочные матчи КАН-2021                        |
| 12                                               | 27 марта 2021                                    | Бенин                                            | 1:0                                              | —                                                | Отборочные матчи КАН-2021                        |
| 13                                               | 30 марта 2021                                    | Лесото                                           | 3:0                                              | 1                                                | Отборочные матчи КАН-2021                        |
| 14                                               | 3 сентября 2021                                  | Либерия                                          | 2:0                                              | —                                                | Отборочные матчи ЧМ-2022                         |
| 15                                               | 7 сентября 2021                                  | Кабо-Верде                                       | 2:1                                              | 1                                                | Отборочные матчи ЧМ-2022                         |
| 16                                               | 7 октября 2021                                   | ЦАР                                              | 0:1                                              | —                                                | Отборочные матчи ЧМ-2022                         |
| 17                                               | 10 октября 2021                                  | ЦАР                                              | 2:0                                              | 1                                                | Отборочные матчи ЧМ-2022                         |
| 18                                               | 13 ноября 2021                                   | Либерия                                          | 2:0                                              | 1                                                | Отборочные матчи ЧМ-2022                         |
| 19                                               | 16 ноября 2021                                   | Кабо-Верде                                       | 1:1                                              | 1                                                | Отборочные матчи ЧМ-2022                         |
| 20                                               | 25 марта 2022                                    | Гана                                             | 0:0                                              | —                                                | Отборочные матчи ЧМ-2022                         |
| 21                                               | 29 марта 2022                                    | Гана                                             | 1:1                                              | —                                                | Отборочные матчи ЧМ-2022                         |
| 22                                               | 9 июня 2022                                      | Сьерра-Леоне                                     | 2:1                                              | —                                                | Отборочные матчи КАН-2023                        |
| 23                                               | 13 июня 2022                                     | Сан-Томе и Принсипи                              | 10:0                                             | 4                                                | Отборочные матчи КАН-2023                        |
| 24                                               | 24 марта 2023                                    | Гвинея-Бисау                                     | 0:1                                              | —                                                | Отборочные матчи КАН-2023                        |
| 25                                               | 27 марта 2023                                    | Гвинея-Бисау                                     | 1:0                                              | —                                                | Отборочные матчи КАН-2023                        |
| 26                                               | 18 июня 2023                                     | Сьерра-Леоне                                     | 3:2                                              | 2                                                | Отборочные матчи КАН-2023                        |
| 27                                               | 10 сентября 2023                                 | Сан-Томе и Принсипи                              | 6:0                                              | 3                                                | Отборочные матчи КАН-2023                        |
| 28                                               | 13 октября 2023                                  | Саудовская Аравия                                | 2:2                                              | —                                                | Товарищеский матч                                |
| 29                                               | 14 января 2024                                   | Экваториальная Гвинея                            | 1:1                                              | 1                                                | Финальные матчи КАН-2023                         |
| 30                                               | 18 января 2024                                   | Кот-д’Ивуар                                      | 1:0                                              | —                                                | Финальные матчи КАН-2023                         |
| 31                                               | 22 января 2024                                   | Гвинея-Бисау                                     | 1:0                                              | —                                                | Финальные матчи КАН-2023                         |
| 32                                               | 27 января 2024                                   | Камерун                                          | 2:0                                              | —                                                | Финальные матчи КАН-2023                         |
| 33                                               | 2 февраля 2024                                   | Ангола                                           | 1:0                                              | —                                                | Финальные матчи КАН-2023                         |
| 34                                               | 7 февраля 2024                                   | ЮАР                                              | 1:1 (4:2 пен.)                                   | —                                                | Финальные матчи КАН-2023                         |
| 35                                               | 11 февраля 2024                                  | Кот-д’Ивуар                                      | 1:2                                              | —                                                | Финальные матчи КАН-2023                         |

Итого: сыграно матчей: 35 / забито мячей: 21; победы: 21, ничьи: 8, поражения: 4.

### Хет-трики
По состоянию на 28 февраля 2024 года на счету Виктора Осимхена 4 хет-трика. 3 раза он забивал три гола в одном матче, 1 раз — четыре.
| Список хет-триков Виктора Осимхена | Список хет-триков Виктора Осимхена | Список хет-триков Виктора Осимхена | Список хет-триков Виктора Осимхена | Список хет-триков Виктора Осимхена | Список хет-триков Виктора Осимхена |
| №                                  | Дата                               | Соперник                           | Счёт                               | Голы Осимхена                      | Соревнование                       |
| ---------------------------------- | ---------------------------------- | ---------------------------------- | ---------------------------------- | ---------------------------------- | ---------------------------------- |
| 1                                  | 28 октября 2015                    | Сборная Австралии (до 17 лет)      | 6:0 (Д)                            | 22′, 73′, 79′                      | ЧМ-2015 (до 17 лет)                |
| 2                                  | 13 июня 2022                       | Сборная Сан-Томе и Принсипи        | 10:0 (Г)                           | 9′, 48′, 65′, 84′                  | Отбор КАН-2023 (группа А)          |
| 3                                  | 29 октября 2022                    | Сассуоло                           | 4:0 (Д)                            | 4′, 19′, 77′                       | Серия А 2022/23                    |
| 4                                  | 10 сентября 2023                   | Сборная Сан-Томе и Принсипи        | 6:0 (Д)                            | 13′, 69′, 79′                      | Отбор КАН-2023 (группа А)          |
| 5                                  | 28 февраля 2024                    | Сассуоло                           | 6:1 (Г)                            | 31′, 41′, 47′                      | Серия А 2023/24                    |

### Комментарии
1. ↑  Результаты (голы) команд Осимхена указаны первыми.